# Espiritualidad agrícola
Espiritualidad agrícola o espíritu de la agricultura, hace referencia a la idea de que los conceptos de producción de alimentos y su consumo, por una parte y la naturaleza espiritual del ser humano, por otro, se encuentran unidas íntimamente.
Asume que la espiritualidad es inherente a la consciencia humana, posiblemente un producto de ella y accesible a toda aquella persona que la cultive. La asociación con la agricultura incluye esta metáfora al haberse utilizado el verbo cultivar por parte de la mística a lo largo de la historia.
Los seguidores de esta idea aportan razones que justifican esta unión:
- La agricultura era la preocupación de la mayoría de la población del mundo en el momento en que se fundaron las principales filosofías y religiones conocidas hasta hoy.
- El enfoque que toma la agricultura para crear las mejores condiciones para la producción de su cosecha, es la misma que la recomendada por las tradiciones filosóficas para producir conocimiento y sabiduría.